# Королевский роман
«Королевский роман» (дат. En kongelig affære; англ. A Royal Affair) — кинофильм совместного производства Дании, Швеции и Чехии, поставленный датским режиссёром Николаем Арселем и сочетающий в себе элементы драмы, мелодрамы и исторической хроники. Арсель был вдохновлён романом Пера Улова Энквиста «Визит лейб-медика», но не смог получить права на экранизацию и снял фильм по мотивам романа датской писательницы Бодиль Стенсен-Лет «Принцесса крови» (2000). При этом книга Энквиста всё же существенно повлияла на сюжет.
Премьера картины состоялась 16 февраля 2012 года на 62-м Берлинском международном кинофестивале. Лента была включена в конкурсную программу, где завоевала два почётных приза.

## Сюжет
Действие разворачивается в XVIII столетии во время правления душевнобольного датского короля Кристиана VII, сосредотачиваясь на романе между юной королевой и придворным врачом-немцем Иоганном Фридрихом Струэнзе (1737—1772), ставшим известным просветителем и реформатором Дании при безвольном короле.
В фильме неоднократно цитируется картина «Сцена при дворе Кристиана VII» датского художника Кристиана Цартмана (1873): король Кристиан VII забавляется с попугаем, придворные много раз упоминают о шахматных партиях королевы и Иоганна Фридриха Струэнзе, намекая на близкие отношения между ними.

## Актёрский состав
| В ролях             |  | Персонаж                                   |
| ------------------- |  | ------------------------------------------ |
| Мадс Миккельсен     |  | Иоганн Фридрих Струэнзе                    |
| Алисия Викандер     |  | Каролина Матильда Великобританская         |
| Миккель Фёльсгор    |  | Кристиан VII                               |
| Давид Денсик        |  | Уве Хёх-Гульдберг                          |
| Сёрен Маллинг       |  | Йохан Хартманн                             |
| Трине Дюрхольм      |  | Юлиана Мария Брауншвейг-Вольфенбюттельская |
| Уильям Йонк Нильсен |  | Фредерик VI                                |
| Кирон Бьёрн Мелвилл |  | Эневольд Брандт                            |
| Розалинда Мюнстер   |  | Наташа                                     |
| Лаура Бро           |  | Луиза фон Плессен                          |
| Бент Майдинг        |  | Иоганн Хартвиг Эрнст фон Бернсторфф        |
| Томас Габриельссон  |  | Шак Карл Ранцау                            |
| Клаус Танге         |  | министр                                    |
| Гарриет Уолтер      |  | Августа Саксен-Готская                     |
| Джон Мартинес       |  | Дитлеф                                     |

## Критика
Историк Альфред Браун отметил, что в фильме Струэнзе бегло говорит по-датски, тогда как в действительности тот изъяснялся лишь по-немецки, чем воспользовались его недоброжелатели, чтобы отстранить доктора от датского общества. Также историк обратил внимание на «письмо королевы», которое в фильме обрамляет всю историю, но в жизни, будь оно реально написано, это было бы сопряжено с огромным риском: подобное послание, попади оно во враждебные главным героям руки, могло привести к признанию принцессы Луизы Августы бастардом.

## Награды и номинации
Полный перечень наград и номинаций — на сайте IMDB.
| Премия                                 | Категория                                 | Имя                                 | Результат |
| -------------------------------------- | ----------------------------------------- | ----------------------------------- | --------- |
| Берлинский кинофестиваль (2012)        | Серебряный медведь за лучшую мужскую роль | Миккель Фёльсгор                    | Победа    |
| Берлинский кинофестиваль (2012)        | «Серебряный медведь» за лучший сценарий   | Николай Арсель и Расмус Хейстерберг | Победа    |
| Берлинский кинофестиваль (2012)        | Золотой медведь                           | Николай Арсель                      | Номинация |
| Премия Европейской киноакадемии (2012) | Лучшая музыка                             | Габриэль Яред, Сирилль Офор         | Номинация |
| Премия Европейской киноакадемии (2012) | Лучшая работа художника-постановщика      | Нильс Сайер                         | Номинация |
| «Спутник» (2012)                       | Лучший международный фильм                |                                     | Номинация |
| «Спутник» (2012)                       | Лучший дизайн костюмов                    | Манон Расмуссен                     | Победа    |
| «Спутник» (2012)                       | Лучшая работа художника-постановщика      | Нильс Сайер                         | Номинация |
| «Золотой глобус» (2013)                | Лучший иностранный фильм                  | «Королевский роман»                 | Номинация |
| «Оскар» (2013)                         | Лучший фильм на иностранном языке         | «Королевский роман»                 | Номинация |